# 威靈頓鎮區 (堪薩斯州索姆奈縣)
威靈頓鎮區（英語：Wellington Township）為美國堪薩斯州索姆奈縣轄下的鎮區。2010年美国人口普查中此鎮區人口有360人。

## 地理
威靈頓鎮區涵蓋總面積為79.4平方（30.66平方英里），其中陸地面積為79.4平方（30.64平方英里），水域面積為0.052平方（0.02平方英里）或0.07%。

## 人口統計
根據2010年美國人口普查，威靈頓鎮區人口有360人，其中男性有177人，女性有183人，人口密度為每平方公里4.54人，住房計133戶。鎮區內的白人有341人，非裔美國人有6人，美洲原住民有6人，亞裔美國人有1人，太平洋島裔美國人有0人，其他種族有1人，混血種族則有5人。此外鎮區內有10人為西班牙裔或拉丁裔美國人。此鎮區之年齡中位數為40.5歲，而男性年齡中位數為43.1歲，女性年齡中位數為37.8歲。

## 交通

### 主要公路
- 81號美國國道
- 160號美國國道